# Токарёво (Логозовская волость)
Токарёво — деревня в Логозовской волости Псковского района Псковской области России.
Расположена в 17 км к западу от центра города Пскова и в 8 км к западу от Неёлово.
| 2001 | 2002 | 2010 | 2012 |
| ---- | ---- | ---- | ---- |
| 2    | →2   | ↘1   | →1   |